# Snickarbacken

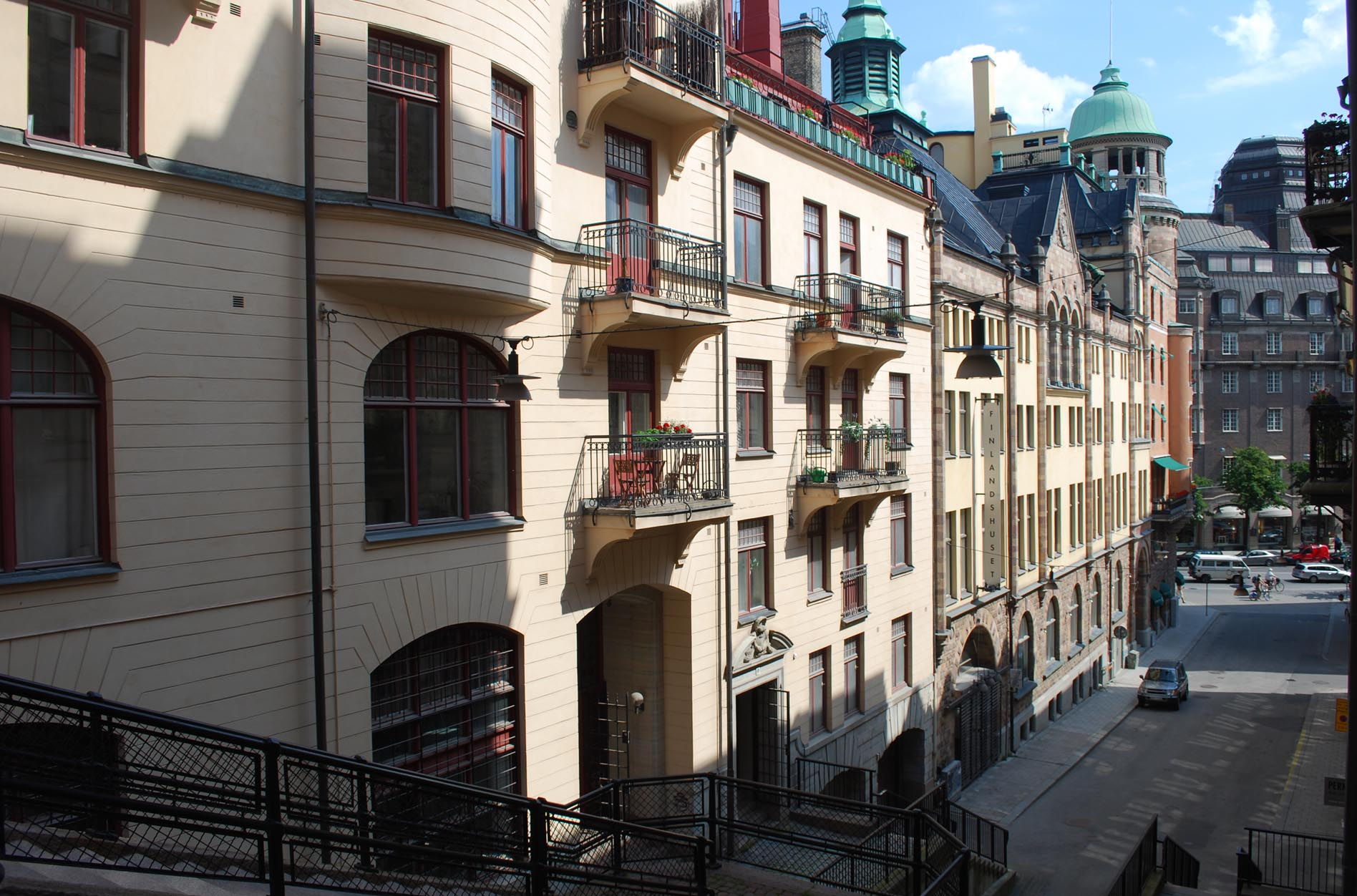
Snickarbacken med trapporna ned från Regeringsgatan. I fonden Birger Jarlsgatan.

Snickarbacken är en kort gata i stadsdelen Norrmalm i Stockholm som går mellan Birger Jarlsgatan i öster via en trappa till Regeringsgatan i väster. 
Gatan hette tidigare Bödelnsbacken. Bödeln Nils Skarprättare bodde i kvarteret Vätan 1668. År 1882 ansökte husägarna vid Bödelsbacken om att få gatunamnet ändrat till Snickaregatan, vilket godkändes och 1900 återigen ändrades till Snickarebacken. 1921 ändrades namnet till Snickarbacken utan "e" i mitten. Finlandsinstitutets hus på Snickarbacken 2–4 byggdes 1896 för KFUM efter arkitekt Johan Laurentz ritningar. Delar av huset är i dag k-märkta. Fastigheten Vätan 22 vid Snickarbacken 7 från 1898 är ritad av arkitekten Isak Gustaf Clason som bland annat också ritat Nordiska museet och Östermalms Saluhall.